# Белно на Сени
Белно на Сени (фр. Bellenod-sur-Seine) насеље је и општина у источном делу централне Француске у региону Бургоња, у департману Златна обала која припада префектури Монбар.
По подацима из 2011. године у општини је живело 79 становника, а густина насељености је износила 5,41 становника/km². Општина се простире на површини од 14,59 km². Налази се на средњој надморској висини од 410 метара (максималној 414 m, а минималној 272 m).

## Демографија
| 1962. | 1968. | 1975. | 1982. | 1990. | 1999. | 2011. |
| ----- | ----- | ----- | ----- | ----- | ----- | ----- |
| 110   | 128   | 109   | 115   | 90    | 78    | 79    |

График промене броја становника у току последњих година